# Arrondissement du Vigan
L'arrondissement du Vigan est une division administrative française, située dans le département du Gard et la région Occitanie.

## Composition

### Composition avant 2015

L'arrondissement avant 2015.

Liste des cantons de l'arrondissement du Vigan :
- canton d'Alzon
- canton de Lasalle
- canton de Quissac
- canton de Saint-André-de-Valborgne
- canton de Saint-Hippolyte-du-Fort
- canton de Sauve
- canton de Sumène
- canton de Trèves
- canton de Valleraugue
- canton du Vigan

### Découpage communal depuis 2015
Depuis 2015, le nombre de communes des arrondissements varie chaque année soit du fait du redécoupage cantonal de 2014 qui a conduit à l'ajustement de périmètres de certains arrondissements, soit à la suite de la création de communes nouvelles. Le nombre de communes de l'arrondissement du Vigan est ainsi de 75 en 2015, 75 en 2016, 76 en 2017 et 74 en 2019.
Au 1er janvier 2024, l'arrondissement groupe les 74 communes suivantes :
1. Aigremont
2. Alzon
3. Arphy
4. Arre
5. Arrigas
6. Aulas
7. Aumessas
8. Avèze
9. Bez-et-Esparon
10. Blandas
11. Bragassargues
12. Bréau-Mars
13. Brouzet-lès-Quissac
14. La Cadière-et-Cambo
15. Campestre-et-Luc
16. Canaules-et-Argentières
17. Cardet
18. Carnas
19. Cassagnoles
20. Causse-Bégon
21. Colognac
22. Conqueyrac
23. Corconne
24. Cros
25. Dourbies
26. Durfort-et-Saint-Martin-de-Sossenac
27. L'Estréchure
28. Fressac
29. Gailhan
30. Lanuéjols
31. Lasalle
32. Lédignan
33. Liouc
34. Logrian-Florian
35. Mandagout
36. Maruéjols-lès-Gardon
37. Molières-Cavaillac
38. Monoblet
39. Montdardier
40. Orthoux-Sérignac-Quilhan
41. Peyrolles
42. Les Plantiers
43. Pommiers
44. Pompignan
45. Puechredon
46. Quissac
47. Revens
48. Rogues
49. Roquedur
50. Saint-André-de-Majencoules
51. Saint-André-de-Valborgne
52. Saint-Bénézet
53. Saint-Bresson
54. Saint-Félix-de-Pallières
55. Saint-Hippolyte-du-Fort
56. Saint-Jean-de-Crieulon
57. Saint-Julien-de-la-Nef
58. Saint-Laurent-le-Minier
59. Saint-Martial
60. Saint-Nazaire-des-Gardies
61. Saint-Roman-de-Codières
62. Saint-Sauveur-Camprieu
63. Saint-Théodorit
64. Sardan
65. Saumane
66. Sauve
67. Savignargues
68. Soudorgues
69. Sumène
70. Trèves
71. Val-d'Aigoual
72. Vic-le-Fesq
73. Le Vigan
74. Vissec

## Démographie
En 2022, l'arrondissement comptait 39 677 habitants.
| 1968   | 1975   | 1982   | 1990   | 1999   | 2006   | 2011   | 2016   | 2021   |
| ------ | ------ | ------ | ------ | ------ | ------ | ------ | ------ | ------ |
| 29 653 | 28 358 | 28 968 | 30 237 | 31 595 | 34 032 | 35 752 | 39 243 | 39 330 |

| 2022   | - | - | - | - | - | - | - | - |
| ------ | - | - | - | - | - | - | - | - |
| 39 677 | - | - | - | - | - | - | - | - |